# 畑喜代司
畑 喜代司（はた きよじ、1904年12月 - 1945年2月3日）は、著作家、浪曲作家。

## 経歴
福島県会津若松市生まれ。福島県立工業学校漆工科卒。雑誌『金の船』主筆、東京学藝通信社編輯部長、資文堂書店出版部主任。浪曲作家協会理事長。レコードの小唄を書く。
戦争終結の直前に変死する。

## 著書
下記著書のほか、『鼻赤の騎士』、『夢の花束』、『恋愛苦行』その他大衆小説、少女小説を多く書いた。
- 『泰西名詩の味ひ方』資文堂書店 1927
- 『泰西名詩の鑑賞』稲華堂 1934
- 『維新の裏を往く』文祥社 1943

### 共著・訳
- 『近代名家抒情詩集 小曲』井上康文共編 交蘭社 1925
- 『青い鳥』メエテルリンク 泰西名作児童文学大系 文明社 1925
- 『夢の花束 純情詩選』編 資文堂書店 昭和文庫 1929

## 浪曲
（特記なき場合はキングレコード）
- 『八丈島情話 新作浪花節』天中軒雲月
- 『紀の國屋文左衛門』東家三楽
- 『乃木將軍と東郷元帥』東家三樂
- 『博多夜船』水野草庵子訂補 東家三樂
- 『鹽原多助』東家三樂
- 『八丈ヶ島情話』東家三樂
- 『江戸一番伊達男』天中軒如雲月
- 『血煙り高田馬場』末廣友若
- 『村の旗日』今井達夫原作 脚色 梅原秀夫 演
- 『特別攻撃隊』梅原秀夫
- 『我奇襲に成功せり ハワイ撃滅』梅原秀夫
- 『彦左盥乘り』日吉川秋水
- 『當り籤千兩侍』林伯猿
- 『愛馬行』春日井梅鶯
- 『嗚呼下坂少佐』春日亭清鶴
- 『南海の花束』八木隆一郎原作 脚色 冨士月子演
- 『病院船』大嶽康子原作 ;脚色 ; 春日井梅鶯
- 『喧嘩鳶』邦枝完二原作 ;脚色 ; 春日井梅鶯
- 『重ノ井子別れ』京山小円 (初代)
- 『楠公櫻井の訣別』酒井雲 　コロンビア
- 『佐渡の日蓮』京山小圓
- 『法印の大五郎』玉川勝太郎
- 『忠治赤城落ち』玉川勝太郎
- 『天保水滸伝 笹川村馳け付け』玉川勝太郎
- 『唄入り觀音經 吉五郎地藏の由來』御門博
- 『この母この子』巴うの子
- 『忠治信州落ち 庚申堂の義憤』玉川勝太郎
- 『忠治山形屋乘込み』玉川勝太郎
- 『天保水滸傳 若き日の平手造酒』玉川勝太郎
- 『沓掛時次郎』長谷川伸原作 脚色 三門博
- 『瞼の母』長谷川伸原作 脚色 三門博
- 『忠治馬子唄』御門博
- 『母なればこそ 法廷哀話』御門博
- 『黒船お吉』御門博
- 『天保水滸傳 鹿島の棒祭』玉川勝太郎
- 『天晴れ善六』三門博
- 『春雨大川端 醉月情話』御門博
- 『江尻の源太』御門博
- 『彌太郎笠』三門博
- 『鳥追ひ戀慕笠』御門博
- 『伊那節やくざ』御門博
- 『赤尾の林藏十八番斬り』御門博
- 『鈴木主水』寿々木米春
- 『平手造酒』木村忠衛
- 『唐人お吉』木村重行
- 『新佐渡情話』竹田敏彦原作 本多哲・畑脚色 寿々木米若演 テイチクレコード

## 注
1. ↑  『文芸年鑑』1940年、『人物物故大年表』戦前編